# Santuario della Santissima Annunziata (Gaeta)
El santuario de la Santissima Annunziata es uno de los lugares de culto católico más importantes de Gaeta, situado en el centro histórico de la ciudad, entre via dell'Annunziata y el paseo marítimo de Caboto.
Desde 2009 hasta el 27 de septiembre de 2014, el santuario desempeñó las funciones de concatedral asumiendo su título, estando cerradas por restauración la catedral de Santi Erasmo e Marciano y Santa Maria Assunta.

## Historia

### Edad Media
El 2 de mayo de 1321], el obispo de Gaeta Francesco Bruno autorizó la construcción de un edificio hospitalario, con una iglesia-nave anexa, a las puertas de la ciudad. En realidad, la iglesia de la Santissima Annunziata y el establecimiento homónimo fueron fundados en 1320, como consta en una placa dedicatoria colocada en el arquitrabe de la portada lateral de la iglesia. fue consagrada el 11 de mayo de 1354 y, un año después, se inició la actividad hospitalaria del establecimiento Annunziata.

### DelsigloXVIalXIX
En el siglo XVI, se enriqueció con el gran políptico de Andrea Sabatini, donado por el rico Gaetano Giuliano Colojna. Otras obras significativas que decoraron la iglesia en este período fueron los lienzos de la Capilla Dorada, colocados junto al ábside de la iglesia. En 1621 se inició la restauración de estilo barroco, que se prolongó hasta 1677. El proyecto fue confiado al marmolista napolitano Andrea Lazzari, a quien sucederían su hijo Jacopo y su sobrino Dionisio. Andrea realizó la fachada de la iglesia, su hijo la capilla del Santísimo Sacramento y su nieto la disposición interna de la iglesia. En 1686 el organero Giuseppe de Martino construyó el órgano del coro izquierdo. El otro, como el establecimiento no tenía suficiente dinero, lo compró la catedral . También en el siglo XVII se ejecutan las sillerías de madera deloro de Colangelo Vinaccia da Massa y los dos altares laterales de la iglesia. A partir de ese momento, abandonó definitivamente su segunda función de sala y se convirtió en un templo dedicado a la Virgen.

### Desde elsigloXIXhasta hoy
Debido a las dos grandes guerras, no tuvo una vida fácil. A pesar de ello, se habían salvado todas las obras maestras de la iglesia, incluido el órgano que en 1927 había sido escondido en el coro de la Orfanelle, sobre el políptico de fondo de la iglesia, de modo que, ya no visible, se salvó del plomo. contrabandistas El preciado instrumento regresará a la iglesia en 1980 pero no arriba del coro izquierdo, como estaba originalmente, sino debajo de él, donde permaneció hasta diciembre de 2009 cuando fue restaurado y reubicado en su posición original.
En 2009, fue elevada a santuario y hermanada con la de Lourdes.

## Descripción

### Exterior

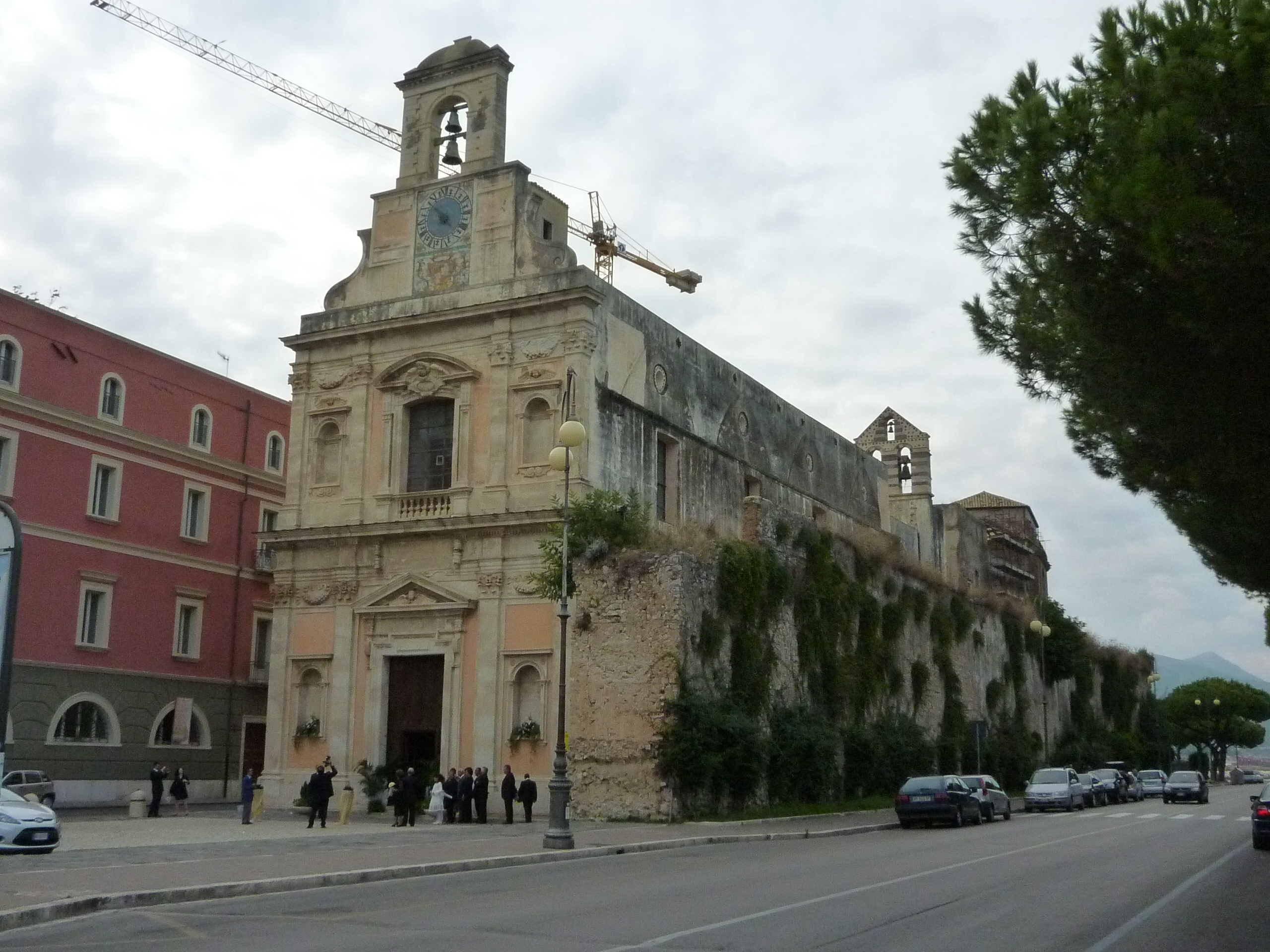
El exterior

La esbelta fachada de la iglesia, obra de Andrea Lazzari, da a la pequeña plaza que conecta Via dell'Annunziata y Lungomare Giovanni Caboto . Está dividida en tres órdenes por grandes cornisas. El primer orden a partir de la parte inferior alberga el portal, el segundo la ventana grande y el tercero el campanario con reloj de mayólica de Matteo de Vivo de Nápoles. En primer y segundo orden, a los lados, hay dos hornacinas rectangulares respectivamente. Tuvieron que albergar estatuas de santos, que nunca se construyeron después.
El lateral derecho, que da al paseo marítimo, ha sido recientemente restaurado y sugiere la estructura interna de una sola nave cubierta por bóveda de crucería: de hecho, todavía se pueden ver los arcos ojivales laterales de las bóvedas, cada uno en correspondencia con un rectángulo ventana. Al fondo, sobre el lado derecho del ábside, se alza el campanario medieval decorado con un motivo de mármol blanco y negro, que contiene tres campanas renacentistas.
El lado izquierdo de la iglesia da a Via dell'Annunziata y en él se abre el antiguo portal lateral gótico. Este último, quizás similar al de la fachada medieval, sobre el arquitrabe, en el que hay una placa que recuerda la dedicación y el año en que se inició la iglesia, hay un fresco que representa la Anunciación .

### Interior

#### Nave

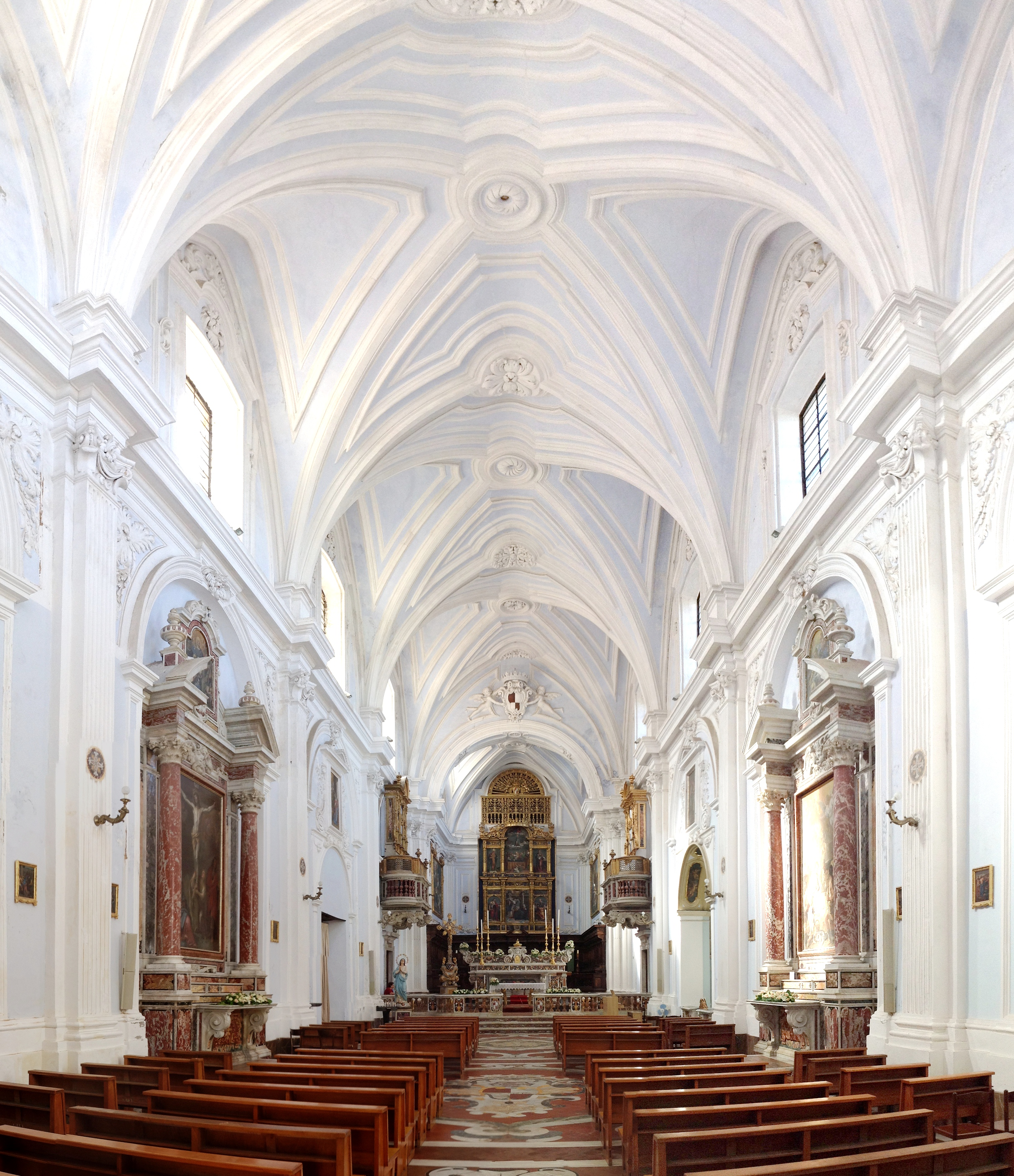
El interior

La iglesia es de una sola nave dividida en cuatro tramos cubierta por bóveda de crucería. El suelo tiene los escudos de armas de la ciudad.
En el primer vano se encuentran las dos pilas de mármol policromado, que datan de mediados del siglo XVII, el gran escudo de armas de Gaeta colocado en la contrafachada, bajo el ventanal, el Crucifijo de Gattola, colocado en un nicho sobre la pared izquierda, los dos confesionarios del siglo XIX y dos cuadros que representan a Sant'Apollonia, quizás una obra temprana de GF Criscuolo (izquierda) y Santa Lucía atribuible a la escuela de S. Conca.
En el segundo tramo están los dos altares laterales de Dionisio Lazzari que contienen los dos grandes lienzos de Luca Giordano: a la izquierda la Crucifixión, a la derecha la Adoración de los pastores . Sobre los dos altares están las imágenes de la Gloria de Santo Domingo con San Pedro Mártir y San Francisco de Paula (a la izquierda) y de Santa Ana y San Joaquín (a la derecha) también de Luca Giordano.
En el tercer tramo se encuentran a la izquierda la portada lateral gótica y el cuadrito de la Anunciación, a la derecha la capilla del Santísimo Sacramento y el cuadrito de la Visitación.
El cuarto tramo alberga, tanto a la derecha como a la izquierda, los dos coros de Dionisio Lazzari. Ellos, en madera pintada con imitación mármol, originalmente debían ser en piedra. Luego, por falta de fondos, se hicieron en madera.

#### Capilla del Santísimo Sacramento
La capilla del Santísimo Sacramento fue construida por Jacopo Lazzari. La pequeña balaustrada y el altar decoran la hermosa capilla que tiene una bóveda pintada por Andrea Scapuzzi. Sobre el altar están el tabernáculo de Lazzari y el retablo de la Virgen y el Niño, obra de Giacinto Brandi. A los lados del altar había dos retablos ( Addolorata y Deposition) de Spagnoletto, robados durante la Segunda Guerra Mundial.

#### Presbiterio y ábside

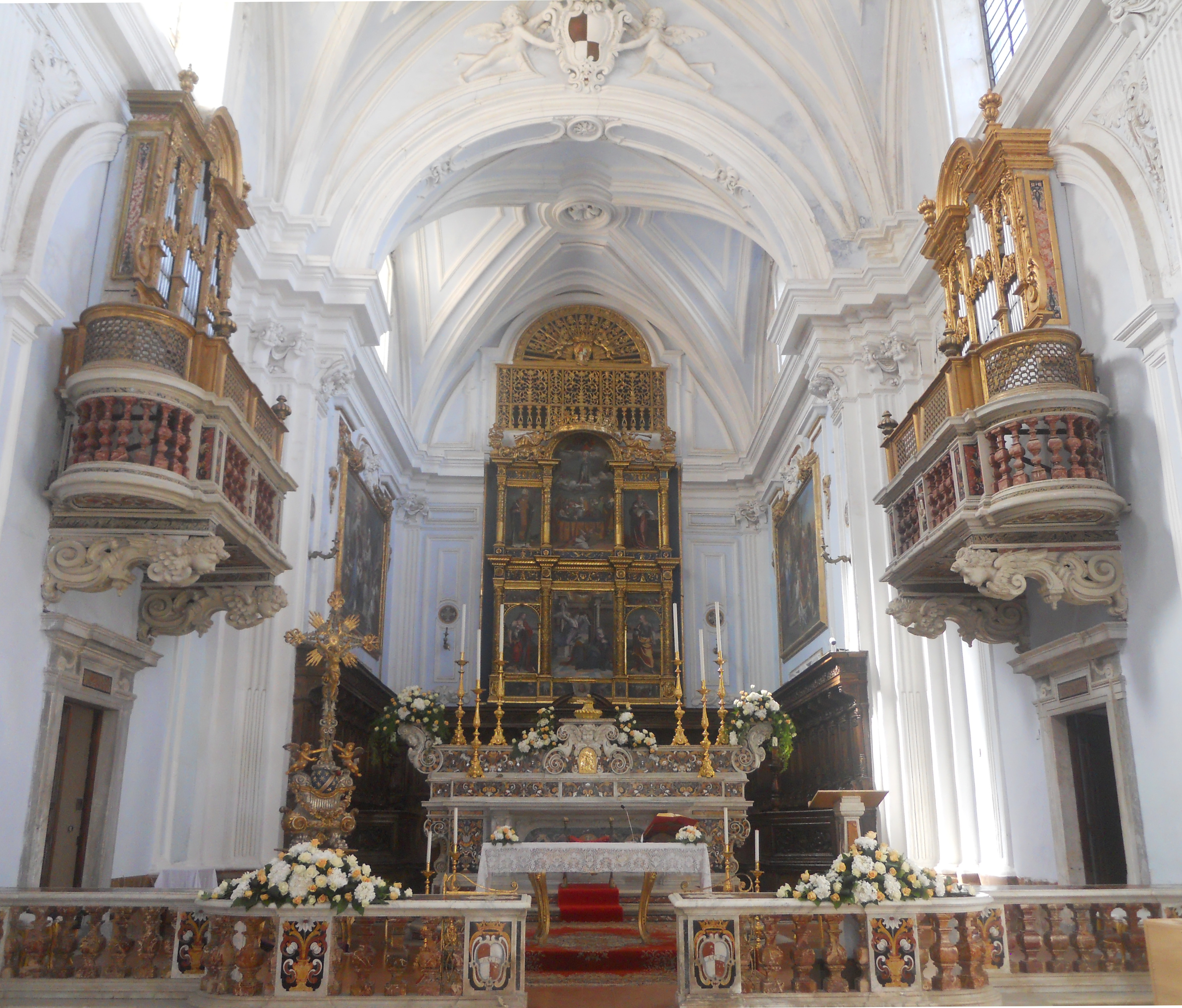
El presbiterio y el ábside

El presbiterio de la iglesia, cerrado por una balaustrada de mármol policromado de Lazzari, ocupa el ábside y el último tramo de la nave de la iglesia. Bajo el arco absidal se encuentra el gran altar mayor de Dionisio Lazzari, decorado con motivos florales. El tabernáculo, decorado con un querubín de mármol blanco de Carrara, está coronado por el crucifijo de Lazzari. En el ábside se encuentra la gran sillería del coro de madera . En las dos paredes laterales, bajo las ventanas rectangulares, hay dos lienzos de Sebastiano Conca de 1720: la Presentación de Jesús en el templo y la Adoración de los Reyes Magos . La pared del fondo está decorada con el majestuoso políptico de Andrea Sabatini da Salerno (1521), en cuyo centro se encuentra laAnunciación. El trabajo se estructura de la siguiente manera:
- en la banda inferior se representan, de izquierda a derecha: Natividad, San Sebastián, Santo Rostro de Jesús, San Agustín, Adoración de los Reyes Magos ;
- en la banda central se representan, de izquierda a derecha: Descenso del Espíritu Santo ( Pentecostés, Anunciación entre los Santos Juan Bautista y Pedro, Ascensión ;
- en la banda superior se representan, de izquierda a derecha: Sant'Ambrogio, Transito y Asunción de María, San Girolamo ;
- la coronación es la reja que cierra el coro Orfanelle, con el emblema de Gaeta en el centro sostenido por querubines.

#### Órgano

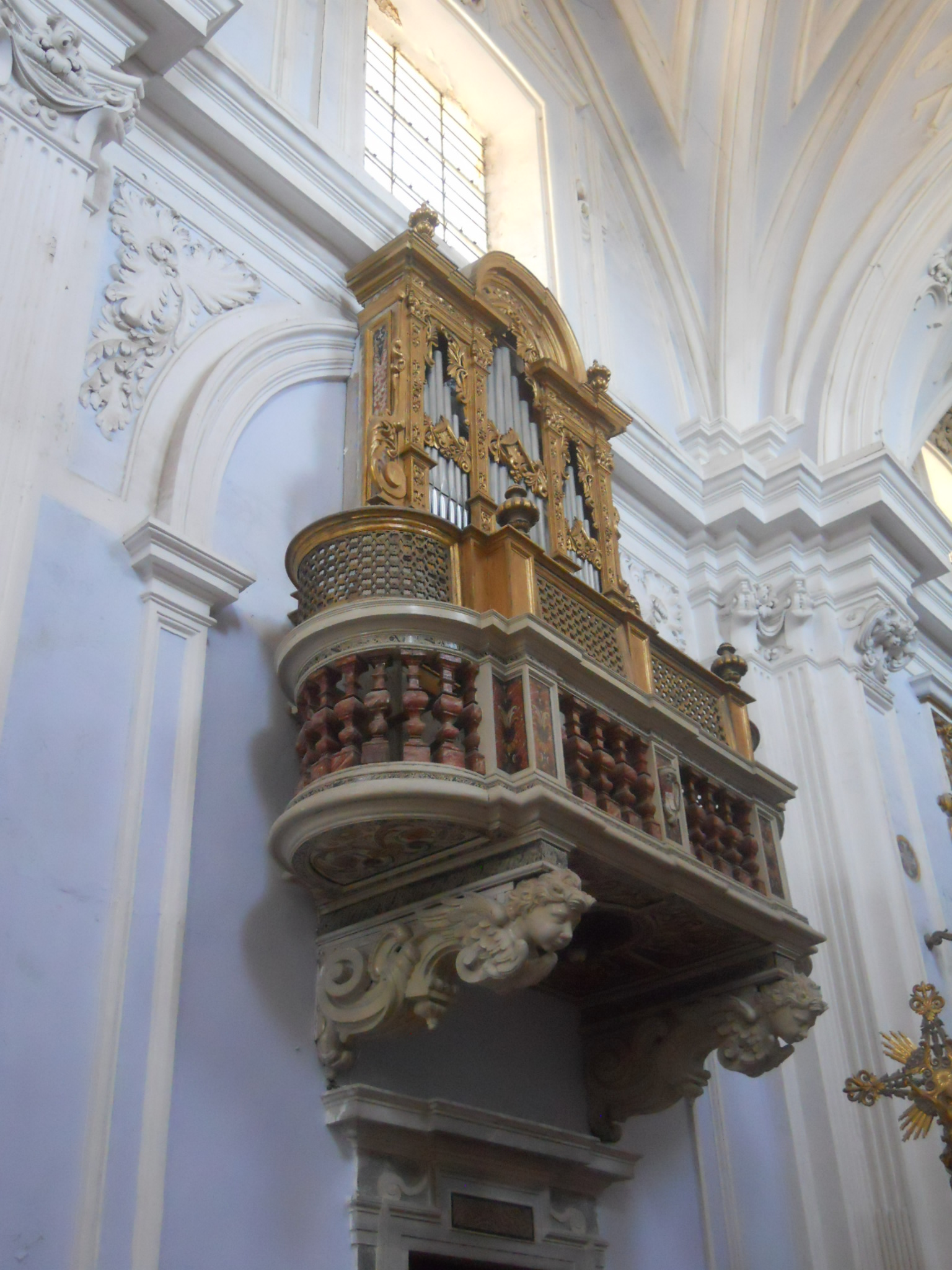
el órgano de tubos

En el coro izquierdo está el órgano de tubos, construido entre 1685 y 1689 por el organero napolitano Giuseppe de Martino con un estuche de madera dorada diseñado por Dionisio Lazzari. El instrumento, después de un largo abandono, fue restaurado en 2009 por Alessandro Girotto y reubicado en su coro mientras que, a partir de 1980, se había colocado bajo el mismo coro, junto al altar mayor.
El órgano, con transmisión mecánica suspendida original, tiene un teclado único de 48 teclas con una primera octava cromática extendida que falta en el Do#  y una pedalera recta de 11 notas que también falta en el Do# constantemente combinadas con el manual y con los 16 registro de contrabajo (añadido en el siglo XIX) siempre insertado.
El instrumento se inserta dentro de una caja de madera barroca ricamente decorada con esculturas y relieves, inspirada en la fachada de la iglesia de Santa Maria del Faro en Nápoles. La fachada se divide en tres tramos, el central coronado por un arco de medio punto; en el interior de cada vano hay caños de exhibición no originales pertenecientes al registro principal 8 , con aberturas a inglete alineadas horizontalmente. a la derecha en simetría en 2O15 por encargo del arzobispo Bernardo Donorio nuevamente el maestro Organaro Alessandro Girotto, ha reconstruido fielmente la copia muda de la caja del órgano, para completar un proyecto nacido en 168O y nunca realizado hasta ahora.

### Capilla Dorada

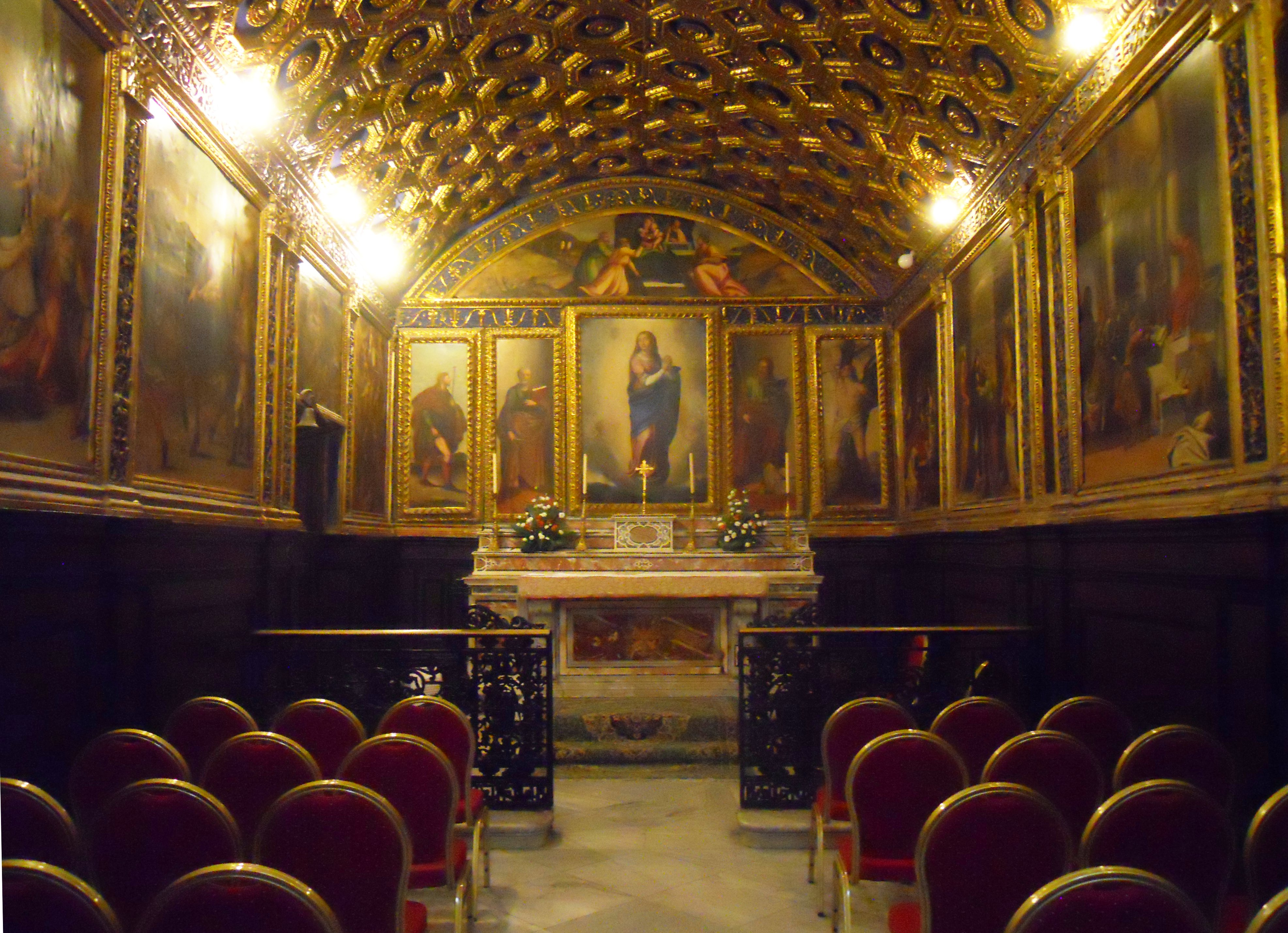
La capilla de la Inmaculada Concepción, conocida como la Capilla Dorada

Adosada a la iglesia se encuentra la Capilla de la Inmaculada Concepción, conocida como Capilla Dorada 
La pequeña sala se encuentra detrás del ábside, con una entrada independiente en via dell'Annunziata, que consiste en un portal barroco coronado por el escudo de armas de Gaeta. La capilla, que data del siglo XIV, originalmente estaba completamente pintada al fresco; en el siglo XVI, fue restaurado en estilo barroco y dotado de un valioso ciclo pictórico con Escenas de la vida de Jesús, Escenas de la vida de María y Escenas del Antiguo Testamento, de Giovanni Filippo Criscuolo 1531. En el altar, hay un políptico, compuesto por la Inmaculada Concepción de Scipione Pulzone (1582, en el centro) y cuatro pinturas de Criscuolo que representan, a la izquierda, San Rocco y San Pietro, a la derecha, San Paolo y San Sebastiano ; el políptico está coronado por un luneto, también de Criscuolo, que representa la Adoración de los Reyes Magos . El acabado en oro puro del techo y las cornisas le ha valido a la sala el nombre de Capilla Dorada o Grotta d'Oro.

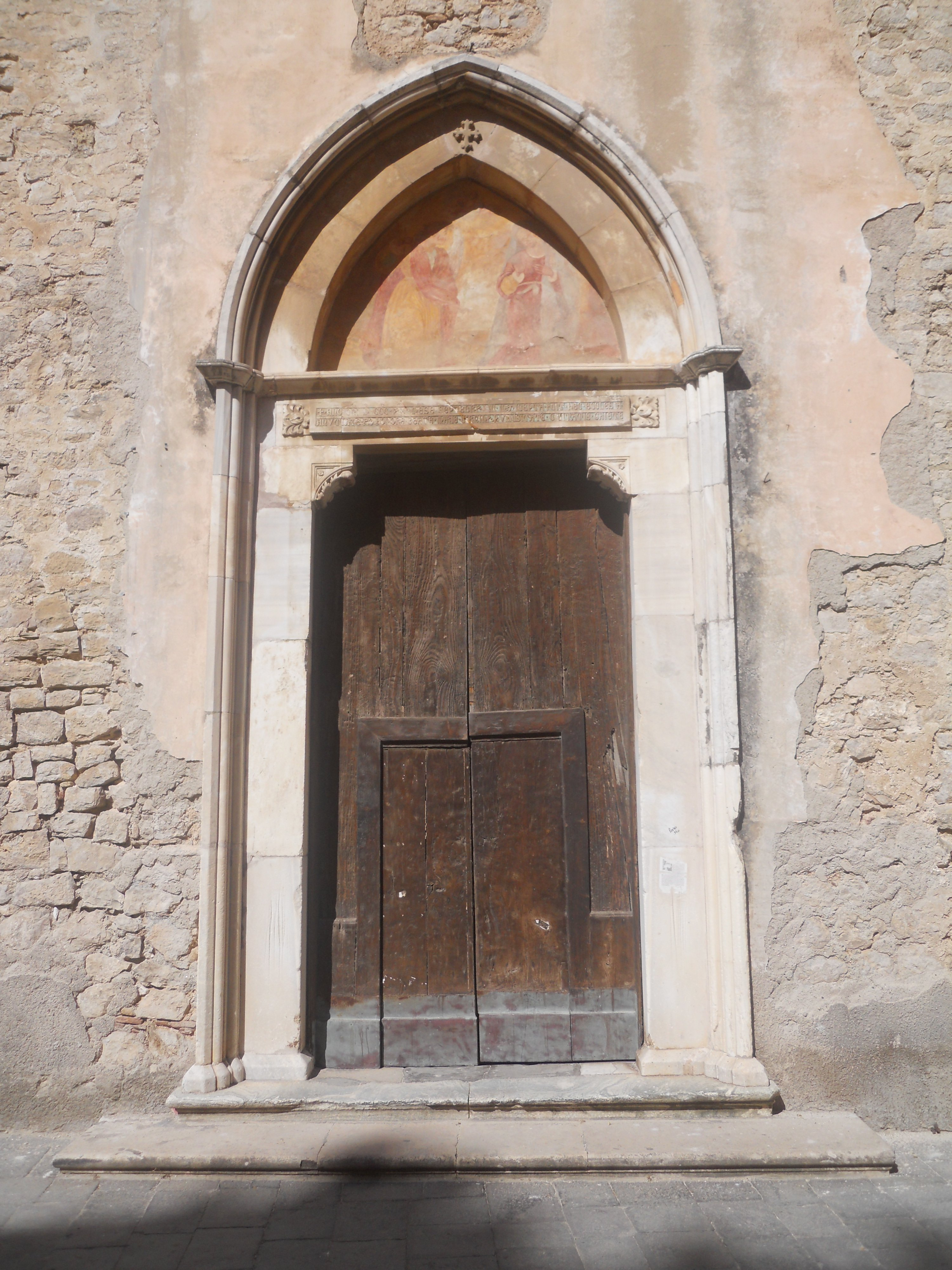
Portal lateral gótico
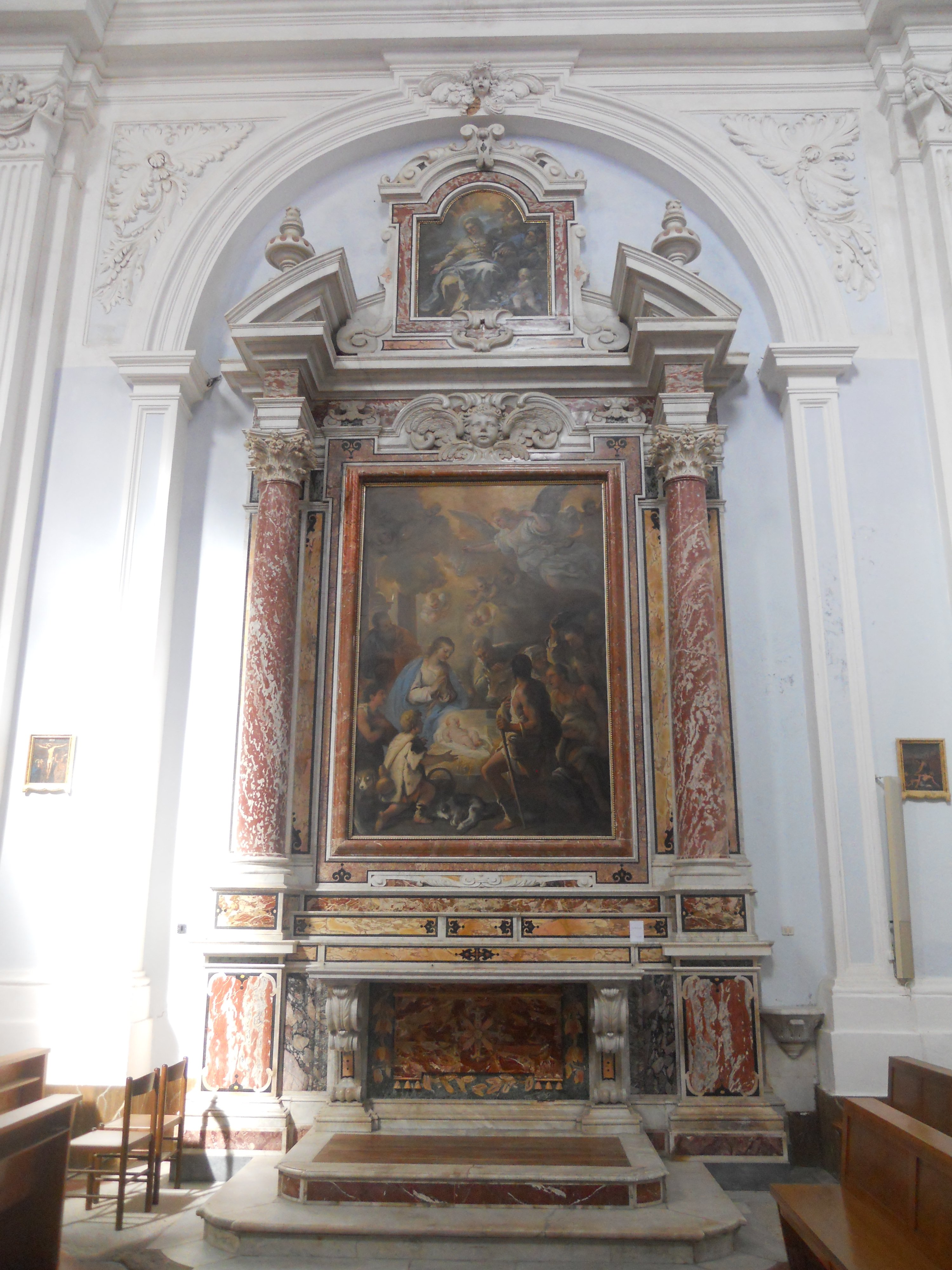
Altar de la Natividad de Jesús
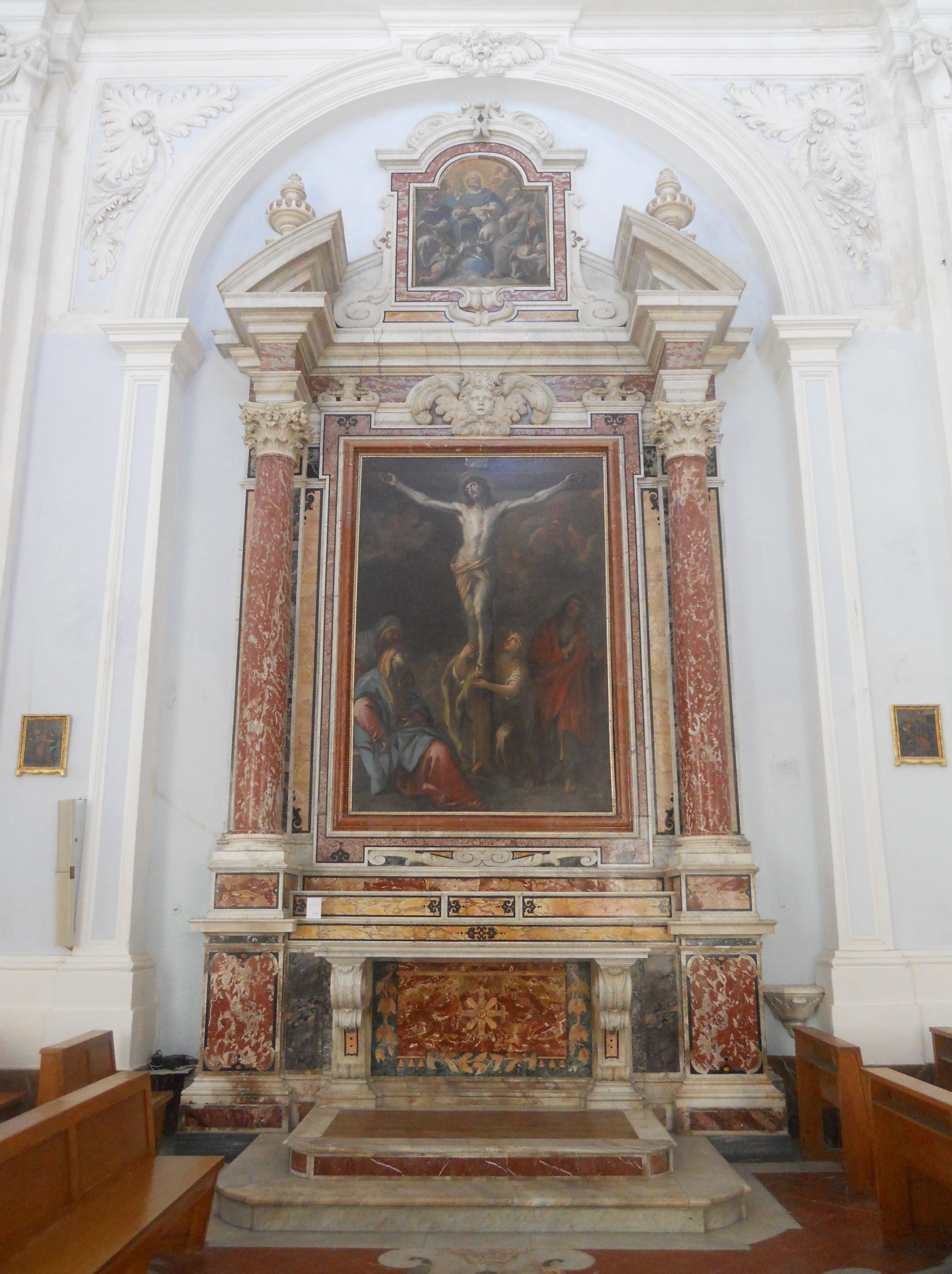
Altar de la Crucifixión de Jesús
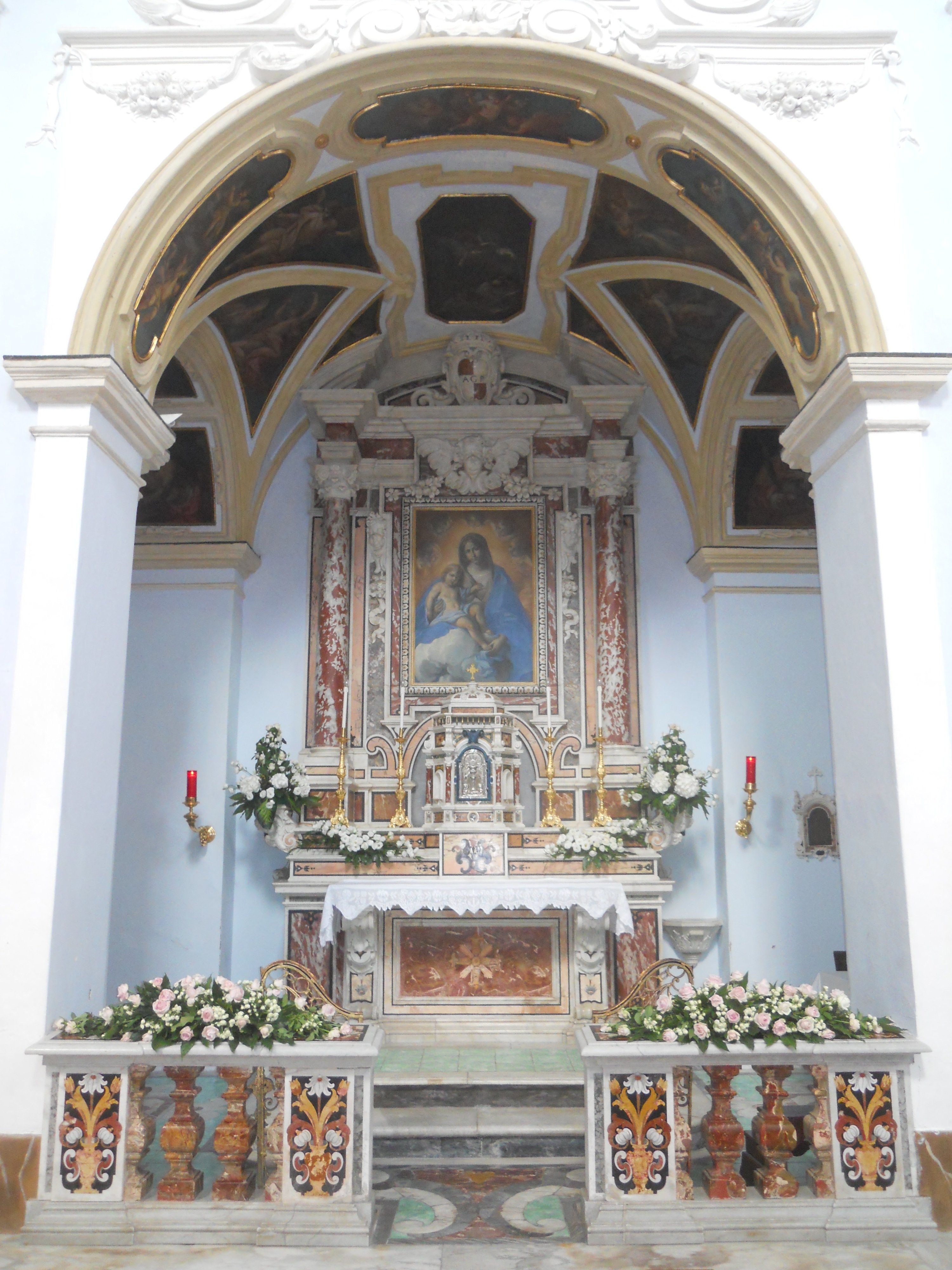
Capilla del Santísimo Sacramento

## Nota
1. ↑  (Fronzuto 2001 y p. 70., Fronzuto 2001)
2. ↑  (Fronzuto 2001 y p. 59., Fronzuto 2001)
3. ↑  (Fronzuto 1994,).
4. ↑  (Fronzuto 2001 y p. 192., Fronzuto 2001)
5. ↑  (Capobianco,)